# Acacia beadleana
Acacia beadleana är en ärtväxtart som beskrevs av R.H.Jones och J.J.Bruhl. Acacia beadleana ingår i släktet akacior, och familjen ärtväxter. Inga underarter finns listade i Catalogue of Life.